# Duván Zapata
Duván Esteban Zapata Banguero (phát âm tiếng Tây Ban Nha: [duˈβan saˈpata]; sinh ngày 1 tháng 4 năm 1991) là cầu thủ bóng đá người Colombia, thi đấu ở vị trí tiền đạo cho câu lạc bộ Serie A Torino theo dạng cho mượn từ Atalanta, cũng như đội tuyển bóng đá quốc gia Colombia.
Zapata bắt đầu sự nghiệp tại câu lạc bộ Colombia América de Cali, sau đó chuyển sang thi đấu cho Estudiantes ở Argentina. Từ năm 2013, anh thi đấu tại Serie A của Ý cho các câu lạc bộ Napoli, Udinese, Sampdoria, và Atalanta.
Ở cấp độ đội tuyển quốc gia, Zapata ra mắt cho Colombia vào năm 2017, và tham dự trong Copa América 2019 và Copa América 2021.

## Sự nghiệp câu lạc bộ

### America de Cali
Zapata gia nhập học viện trẻ của América de Cali vào năm 2004 khi mới 13 tuổi và ra sân cùng đội một vào ngày 18 tháng 5 năm 2008. Anh ghi bàn trong trận thua 2-3 trước Boyaca Chico. Vào tháng 7 năm 2008, Zapata tham gia cả hai trận chung kết gặp Boyaca Chico, nhưng đội này sau đó đánh bại América trong loạt sút luân lưu để giành chức vô địch. Vào tháng 12 năm 2008, America de Cali giành chức vô địch sau khi đánh bại Independiente Medellín trong trận chung kết, nhưng Zapata không tham gia vào bất kỳ trận đấu nào.
Vào ngày 13 tháng 2 năm 2011, anh ghi cú hat-trick đầu tiên trong sự nghiệp trong trận thắng 3-2 trước Deportivo Pereira tại Estadio Pascual Guerrero. Kết thúc giải đấu Apertura 2011, Zapata rời câu lạc bộ.

### Estudiantes
Vào ngày 27 tháng 7 năm 2011, anh được cho mượn sang Estudiantes với mức phí 120.000 đô la và tùy chọn mua đứt với giá 1,2 triệu đô la. Trong trận ra mắt, Zapata ghi bàn trong chiến thắng 3-2 trước Belgrano. Trong năm đầu tiên tại Estudiantes, Zapata thỉnh thoảng ra sân với đội dự bị. Tuy nhiên, anh vẫn ghi được bốn bàn trong tám trận trong mùa Torneo Clausura 2012. Trong cả mùa Apertura và mùa Clasura, Zapata ghi 5 bàn trong 11 trận. Trong mùa hè năm 2012, Estudiantes đã mua nửa quyền thi đấu của Zapata từ América de Cali.
Cho mùa giải 2013–13, Zapata trở thành một phần quan trọng của đội hình Estudiantes và thu hút sự chú ý từ nhiều câu lạc bộ châu Âu như Beşiktaş, sau khi ghi 16 bàn trong 33 trận.
Vào tháng 7 năm 2013, câu lạc bộ Premier League West Ham United nộp đơn xin cấp giấy phép làm việc tại Anh cho Zapata, nhưng sau đó rút lui khỏi thỏa thuận dù đã đồng ý trả 6,7 triệu bảng cho Estudiantes.

### Napoli

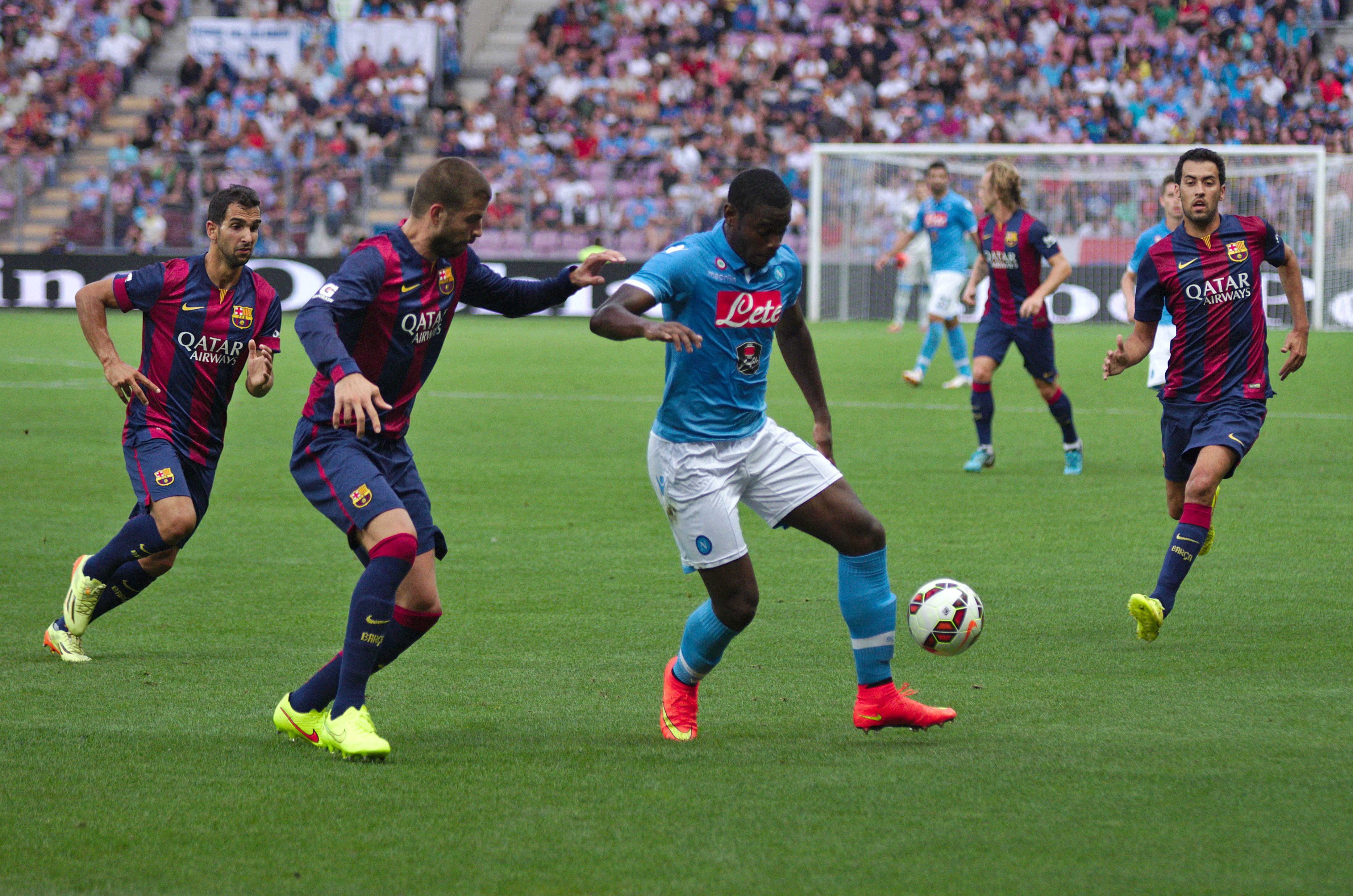
Zapata trong trận đấu với Barcelona vào tháng 8 năm 2014

Ngày 25 tháng 8 năm 2013, Zapata chuyển đến câu lạc bộ Napoli ở Serie A, mức phí không được tiết lộ. Anh ra sân lần đầu tiên trong Serie A vào ngày 28 tháng 9, trong trận Napoli thắng Genoa 2-0. Ngày 22 tháng 10, anh ghi bàn thắng đầu tiên trong UEFA Champions League, gặp Marseille trong chiến thắng 2-1 trên sân khách.
Zapata ghi bàn đầu tiên trong Serie A cho Partenopei vào ngày 26 tháng 3 năm 2014, ghi cú đúp trong chiến thắng 4-2 trước Catania, tất cả bàn thắng đều trong hiệp một. Anh kết thúc mùa giải với năm bàn thắng, trong đó có hai bàn trong trận thắng 5-1 trước Hellas Verona tại Stadio San Paolo.
Ngày 22 tháng 7 năm 2015, Zapata gia nhập Udinese theo hợp đồng cho mượn hai năm với tùy chọn mua đứt sau mùa đầu tiên.
Ngày 31 tháng 8 năm 2017, Zapata gia nhập Sampdoria theo hợp đồng cho mượn mùa giải với điều khoản mua đứt bắt buộc.

### Atalanta
Ngày 12 tháng 7 năm 2018, Zapata gia nhập Atalanta theo hợp đồng cho mượn hai mùa với tùy chọn mua đứt.
Anh ghi hai bàn trong trận hòa 2-2 trước Juventus vào ngày 26 tháng 12 năm 2018. Vào ngày 20 tháng 1 năm 2019, Zapata tỏa sáng với bốn bàn thắng trong chiến thắng 5-0 trước Frosinone, trở thành cầu thủ đầu tiên của Atalanta kể từ năm 1952 (Hasse Jeppson) ghi được cú poker trong Serie A. Anh cùng Cristiano Ronaldo và Fabio Quagliarella dẫn đầu danh sách ghi bàn với 14 bàn thắng.
Vào ngày 30 tháng 1 năm 2019, Zapata tiếp tục ghi hai bàn trong chiến thắng 3-0 trước Juventus ở vòng tứ kết Coppa Italia. Anh giúp Atalanta vào chung kết 2019 Coppa Italia, đạt vị trí thứ ba ở Serie A, và lần đầu tiên góp mặt tại Champions League. Zapata được chọn vào đội hình tiêu biểu Serie A cuối mùa sau khi ghi 23 bàn thắng ở Serie A.
Ngày 1 tháng 10 năm 2019, Zapata ghi bàn mở tỷ số cho Atalanta trong UEFA Champions League trong trận thua 1-2 trước Shakhtar Donetsk.
Ngày 17 tháng 1 năm 2020, Atalanta chính thức mua đứt Zapata. Một tuần sau đó, anh ghi bàn đầu tiên sau chấn thương ba tháng trong trận thắng 7-0 trước Torino. Ngày 11 tháng 7, Zapata ghi bàn thứ 15 trong mùa, khiến Atalanta trở thành câu lạc bộ Serie A đầu tiên có ba cầu thủ ghi 15 bàn trở lên trong một mùa (Muriel, Iličić, Zapata). Ngày 27 tháng 10 năm 2020, anh ghi cú đúp trong trận hòa 2-2 trước Ajax tại 2020–21 UEFA Champions League. Zapata trở thành cầu thủ ghi bàn ngoại quốc nhiều nhất cho Atalanta ở Serie A ngày 15 tháng 5 năm 2021, cùng với Germán Denis, sau khi ghi bàn thứ 56 cho câu lạc bộ trước Genoa.

### Torino
Ngày 1 tháng 9 năm 2023, Zapata chuyển đến Torino theo hợp đồng mượn một mùa, với tùy chọn mua đứt và điều kiện mua đứt 7 triệu euro.

## Sự nghiệp quốc tế
Zapata được triệu tập lần đầu vào đội tuyển quốc gia Colombia cho các trận đấu vòng loại Giải vô địch bóng đá thế giới 2018 gặp Bolivia và Ecuador vào tháng 3 năm 2017. Trong trận đầu tiên vào ngày 23 tháng 3, anh tham gia như một cầu thủ dự bị ở phút 64 và góp phần vào chiến thắng 1-0 trước Bolivia.
Anh góp mặt trong đội hình sơ bộ của Colombia cho Giải vô địch bóng đá thế giới 2018 tại Nga, nhưng không có tên trong danh sách chính thức.
Ngày 30 tháng 5 năm 2019, anh được chọn vào đội hình chính thức của Colombia tham dự Copa América 2019. Trong trận giao hữu trước giải đấu vào ngày 9 tháng 6, anh ghi bàn quốc tế đầu tiên trong trận thắng 3-0 trước Peru. Anh cũng ghi bàn trong hai trận đầu tiên của Colombia tại Copa América 2019, gặp Argentina (2-0) và Qatar (1-0).
Vào tháng 6 năm 2021, anh được triệu tập vào đội tuyển Colombia tham dự Copa América 2021 tại Brazil. Anh đã ghi bàn từ chấm phạt đền đầu tiên của Colombia trong loạt sút luân lưu tứ kết gặp Uruguay. Colombia cuối cùng đánh bại Uruguay 4-2 trong loạt sút luân lưu sau khi hòa 0-0. Cuối cùng, Colombia đạt hạng ba và Zapata không ghi bàn mặc dù đã ra sân trong tổng cộng 7 trận.

### Phong cách chơi
Zapata nổi bật với tốc độ, chuyển động tấn công, sức mạnh và khả năng ghi bàn tốt. Anh thường đá ở vị trí tiền đạo trung tâm, sở hữu cú sút mạnh mẽ và chính xác. Khả năng chơi bóng trong không khí và khả năng duy trì bóng trong tình huống bóng lưng vào khung thành đối phương cũng là điểm mạnh của anh. Anh cũng có kỹ thuật và linh hoạt tốt trong các tình huống một chọi một. Ngoài ra, Zapata cũng nổi tiếng với khả năng áp sát đối thủ và công việc phòng ngự.

### Cuộc sống cá nhân
Zapata là họ hàng của cầu thủ quốc tế Colombia khác và là hậu vệ của San Lorenzo, Cristián Zapata.

## Thống kê nghề nghiệp

### Câu lạc bộ
Tính đến trận đấu diễn ra ngày 26 tháng 8 năm 2023
| Câu lạc bộ       | Mùa giải       | Giải đấu quốc gia          | Giải đấu quốc gia | Giải đấu quốc gia | Cúp quốc gia  | Cúp quốc gia | Cúp châu lục  | Cúp châu lục | Tổng cộng     | Tổng cộng    |
| Câu lạc bộ       | Mùa giải       | Giải đấu                   | Số lần ra sân     | Số bàn thắng      | Số lần ra sân | Số bàn thắng | Số lần ra sân | Số bàn thắng | Số lần ra sân | Số bàn thắng |
| ---------------- | -------------- | -------------------------- | ----------------- | ----------------- | ------------- | ------------ | ------------- | ------------ | ------------- | ------------ |
| América de Cali  | 2008           | Categoría Primera A        | 14                | 1                 | 0             | 0            | 0             | 0            | 14            | 1            |
| América de Cali  | 2009           | Categoría Primera A        | 6                 | 0                 | 0             | 0            | 0             | 0            | 6             | 0            |
| América de Cali  | 2010           | Categoría Primera A        | 19                | 2                 | 0             | 0            | –             | –            | 19            | 2            |
| América de Cali  | 2011           | Categoría Primera A        | 13                | 5                 | 2             | 1            | –             | –            | 15            | 6            |
| América de Cali  | Tổng cộng      | Tổng cộng                  | 52                | 8                 | 2             | 1            | 0             | 0            | 54            | 9            |
| Estudiantes      | 2011–12        | Argentine Primera División | 11                | 5                 | 0             | 0            | –             | –            | 11            | 5            |
| Estudiantes      | 2012–13        | Argentine Primera División | 31                | 13                | 2             | 3            | –             | –            | 33            | 16           |
| Estudiantes      | 2013–14        | Argentine Primera División | 2                 | 1                 | 0             | 0            | –             | –            | 2             | 1            |
| Estudiantes      | Tổng cộng      | Tổng cộng                  | 44                | 19                | 2             | 3            | –             | –            | 46            | 22           |
| Napoli           | 2013–14        | Serie A                    | 16                | 5                 | 1             | 0            | 5             | 2            | 22            | 7            |
| Napoli           | 2014–15        | Serie A                    | 21                | 6                 | 1             | 0            | 9             | 2            | 31            | 8            |
| Napoli           | Tổng cộng      | Tổng cộng                  | 37                | 11                | 2             | 0            | 14            | 4            | 53            | 15           |
| Udinese (loan)   | 2015–16        | Serie A                    | 25                | 8                 | 1             | 0            | –             | –            | 26            | 8            |
| Udinese (loan)   | 2016–17        | Serie A                    | 38                | 10                | 1             | 1            | –             | –            | 39            | 11           |
| Udinese (loan)   | Tổng cộng      | Tổng cộng                  | 63                | 18                | 2             | 1            | –             | –            | 65            | 19           |
| Sampdoria (loan) | 2017–18        | Serie A                    | 31                | 11                | 1             | 0            | –             | –            | 32            | 11           |
| Atalanta (mượn)  | 2018–19        | Serie A                    | 37                | 23                | 5             | 3            | 6             | 2            | 48            | 28           |
| Atalanta         | 2019–20        | Serie A                    | 28                | 18                | 0             | 0            | 5             | 1            | 33            | 19           |
| Atalanta         | 2020–21        | Serie A                    | 37                | 15                | 4             | 1            | 8             | 3            | 49            | 19           |
| Atalanta         | 2021–22        | Serie A                    | 24                | 10                | 0             | 0            | 8             | 3            | 32            | 13           |
| Atalanta         | 2022–23        | Serie A                    | 25                | 2                 | 2             | 0            | –             | –            | 27            | 2            |
| Atalanta         | 2023–24        | Serie A                    | 2                 | 1                 | 0             | 0            | –             | –            | 2             | 1            |
| Atalanta         | Tổng cộng      | Tổng cộng                  | 153               | 69                | 11            | 4            | 27            | 9            | 191           | 82           |
| Torino           | 2023–24        | Serie A                    | 0                 | 0                 | 0             | 0            | –             | –            | 0             | 0            |
| Tổng sự nghiệp   | Tổng sự nghiệp | Tổng sự nghiệp             | 380               | 136               | 20            | 9            | 41            | 13           | 441           | 158          |

1. ↑  Bao gồm Copa Colombia, Copa Argentina, Coppa Italia
2. ↑  Ba ba lần ra sân và một bàn thắng tại UEFA Champions League, hai lần ra sân và một bàn thắng tại UEFA Europa League
3. ↑  Một lần ra sân tại UEFA Champions League, tám lần ra sân và hai bàn thắng tại UEFA Europa League
4. ↑  Xuất hiện trong UEFA Europa League
5. 1 2  Xuất hiện trong UEFA Champions League
6. ↑  Sáu lần xuất hiện và ba bàn thắng trong UEFA Champions League, hai lần xuất hiện trong UEFA Europa League

### Quốc tế
Tính đến trận đấu diễn ra ngày 16 tháng 11 năm 2021
| Đội tuyển quốc gia | Năm       | Số lần ra sân | Số bàn thắng |
| ------------------ | --------- | ------------- | ------------ |
| Colombia           | 2017      | 4             | 0            |
| Colombia           | 2018      | 1             | 0            |
| Colombia           | 2019      | 11            | 3            |
| Colombia           | 2020      | 4             | 1            |
| Colombia           | 2021      | 14            | 0            |
| Tổng cộng          | Tổng cộng | 34            | 4            |

Dưới đây là danh sách các bàn thắng quốc tế do Duván Zapata ghi được, điểm số trong cột "Tỉ số" thể hiện tỉ số sau mỗi bàn thắng của Zapata.
| STT | Ngày                | Sân vận động                                                   | Đối thủ   | Tỉ số | Kết quả | Giải đấu                                 |
| --- | ------------------- | -------------------------------------------------------------- | --------- | ----- | ------- | ---------------------------------------- |
| 1   | 9 Tháng 6 năm 2019  | Estadio Monumental, Lima, Peru                                 | Perú      | 3–0   | 3–0     | Giao hữu                                 |
| 2   | 15 Tháng 6 năm 2019 | Itaipava Arena Fonte Nova, Salvador, Brazil                    | Argentina | 2–0   | 2–0     | Copa América 2019                        |
| 3   | 19 Tháng 6 năm 2019 | Estádio do Morumbi, São Paulo, Brazil                          | Qatar     | 1–0   | 1–0     | Copa América 2019                        |
| 4   | 9 Tháng 10 năm 2020 | Estadio Metropolitano Roberto Meléndez, Barranquilla, Colombia | Venezuela | 1–0   | 3–0     | Vòng loại FIFA World Cup 2022 (CONMEBOL) |

## Danh hiệu
América de Cali
- Categoría Primera A: Mùa giải 2008–II

Napoli
- Coppa Italia: Mùa giải 2013–14
- Supercoppa Italiana: Mùa giải 2014

Đội tuyển trẻ Colombia (U20)
- Toulon Tournament: Mùa giải 2011[48]

Cá nhân
- Serie A Team of the Year: Mùa giải 2018–19[49]